# Somatogyrus sargenti
Somatogyrus sargenti är en snäckart som beskrevs av Henry Augustus Pilsbry 1895. Somatogyrus sargenti ingår i släktet Somatogyrus och familjen tusensnäckor. IUCN kategoriserar arten globalt som otillräckligt studerad. Inga underarter finns listade i Catalogue of Life.